# Colle d'Esischie
Il Colle d'Esischie (2.370 m s.l.m. ) è un valico alpino delle Alpi Cozie italiane, in Piemonte.

## Descrizione

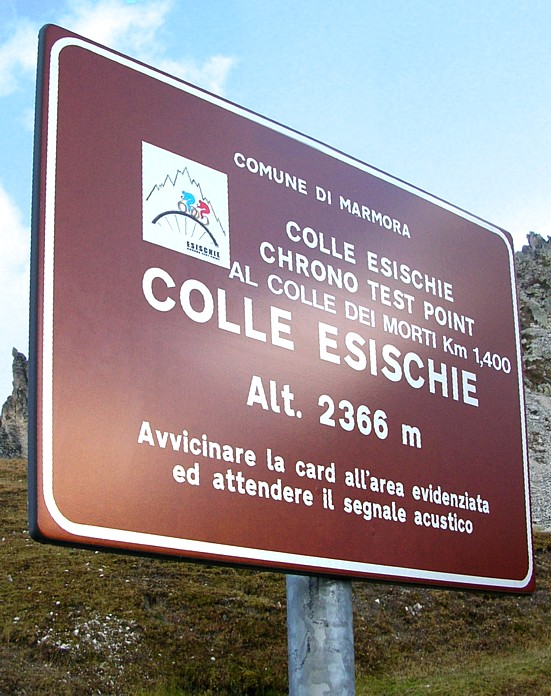
Cartello alla sommità del Colle

Il colle mette in comunicazione la Valle Grana con il Vallone di Marmora (laterale della valle Maira); si trova circa 1,5 km a valle del Colle Fauniera (2.481 m s.l.m.), versante di Castelmagno, valico strategico tra le Valli Grana-Maira-Stura di Demonte. Nei pressi nasce il torrente Grana.

### Giro d'Italia
È stato scalato 2 volte al Giro d'Italia:
- nel 1999 (fino al Colle della Fauniera e successiva discesa verso Demonte) nella tappa Bra - Borgo San Dalmazzo vinta dal bergamasco Paolo Savoldelli;
- nel 2003 Cima Coppi (con discesa verso il Vallone Marmora) nella tappa Santuario di Vicoforte - Pontechianale, vinta da Dario Frigo.